# Spinus atratus
El jilguero negro (Spinus atratus), también denominado negrillo, cabecitanegra oscuro y negrito de Bolivia, es una especie de ave paseriforme de la familia Fringillidae propia de las montañas del oeste de América del Sur. Es un pájaro que vive en la Puna (altiplano andino), un sitio caracterizado por ser desértico y estar a gran altitud.

## Descripción

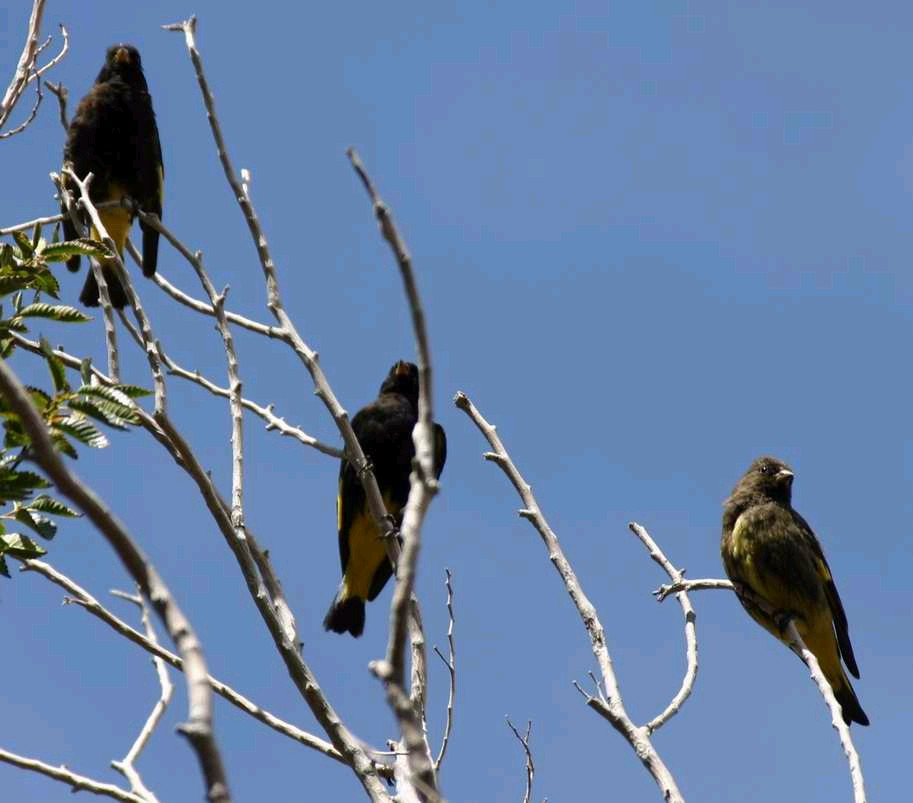
Retrato familiar: el macho a la izquierda, la hembra en el centro y el juvenil a la derecha.

El macho adulto se distingue por el color negro muy oscuro y el amarillo muy intenso, mientras que la hembra es más clara y el color amarillo se encuentra más extendido por el vientre.
En caso de tener duda del sexo, se puede tomar al pájaro con la mano y extender una de sus alas; en la hembra la franja alar amarilla debe ser estrecha  y en el macho ancha. Adicionalmente, ayuda darle una vuelta para verlo por debajo; en la hembra se pueden ver unas plumas amarillas dispersas, desde el vientre hacia el pecho y en el macho, el color negro oscuro es continuo. Además, los machos suelen elevar las plumas de la cabeza, como una cresta.
El sexo se puede averiguar cogiéndolo con la mano y soplándole la cloaca; el macho la  tiene un poco hacia afuera, del tamaño de un grano de arroz, más o menos, y la hembra la tiene redondeada. La importancia de distinguir entre machos y hembras radica en el momento de la compra porque se acostumbra soltar las hembras cuando son capturadas, ya que al no cantar no tienen ningún valor en la jaula.
Los juveniles son de color negro ceniza y su pico, la franja alar y el bajo vientre de color amarillo anaranjado.
Se distinguen fácilmente de los adultos porque tienen una doble línea de plumitas moteadas de color amarillo anaranjado en los hombros.

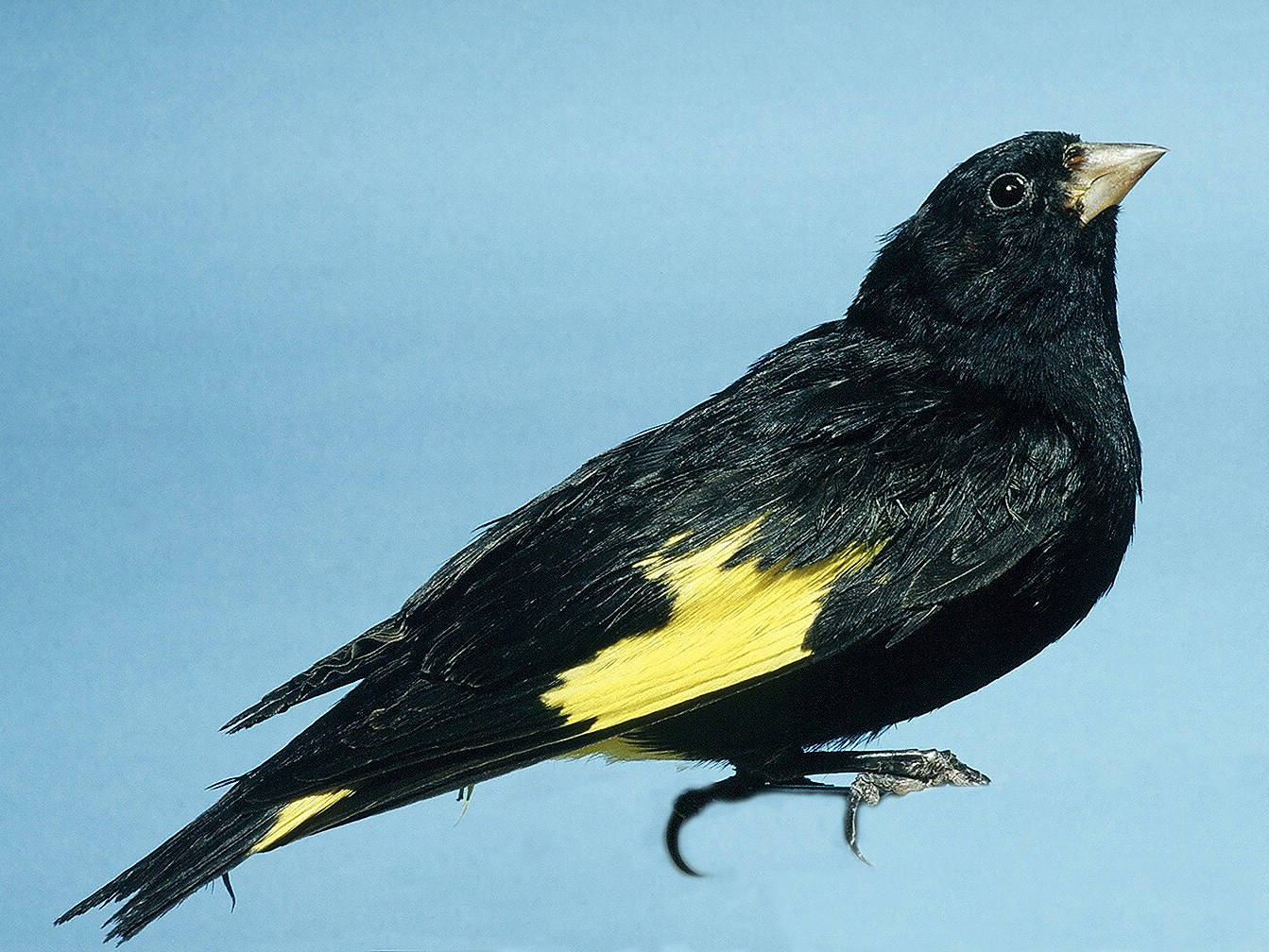
Macho en detalle. Alta definición

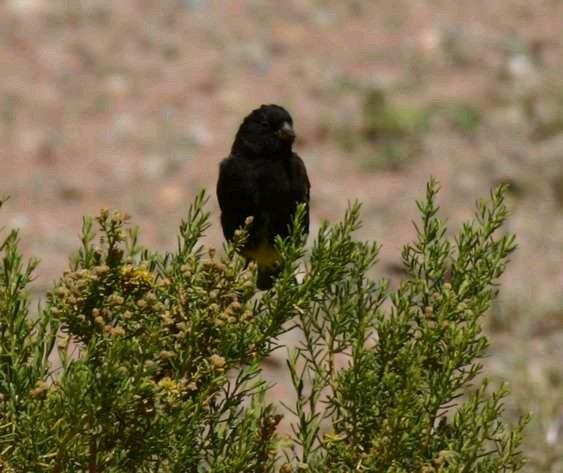
Macho visto de frente.
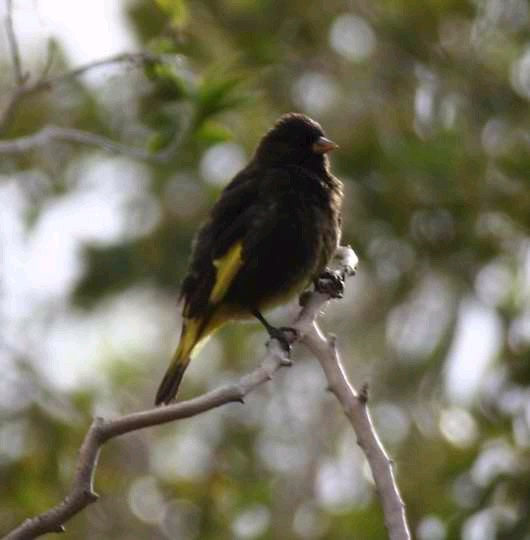
Juvenil independizado, muestra línea ventral amarilla ascendente desde el vientre.
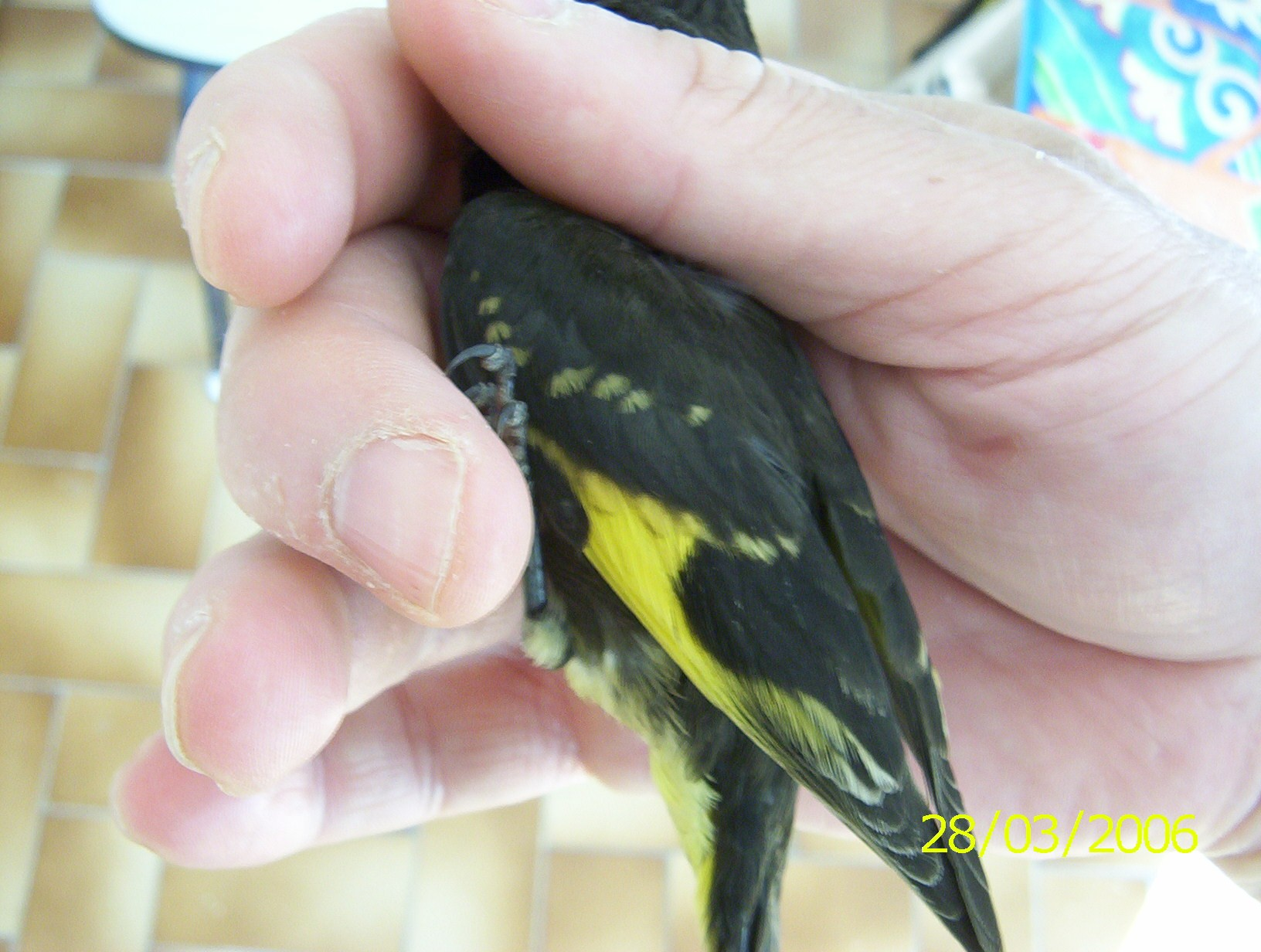
Detalle del hombro en un juvenil, tiene doble línea de motitas: una justo en el hombro y la otra más abajo, justo encima de la franja alar.

## Filogenia
La filogenia genética molecular (y su parentesco y aparición en la Tierra) ha sido ya establecida junto con las consecuencias evolutivas por Antonio Arnaiz-Villena et al. También se ha establecido que la especie parental es el Carduelis notata, un ave norteamericana y perteneciente a una de las tres radiaciones de Carduelis norteamericanas.

## Conducta y comportamiento
Fuera de la época de reproducción vive en grupos familiares que se agrupan en bandadas mayores.
Es fácil observar un grupo de tres o cuatro que se posan en un lugar visible como un cable de electricidad y luego con sus llamadas y cantos atraer a otros llegando a ser más numerosos. Así permanecen un rato juntos y de repente alzan el vuelo hacia otro lugar.
Busca ambientes soleados y secos, la lluvia persistente le obliga a abandonar los lugares de nidificación.

## Hábitat y adaptación

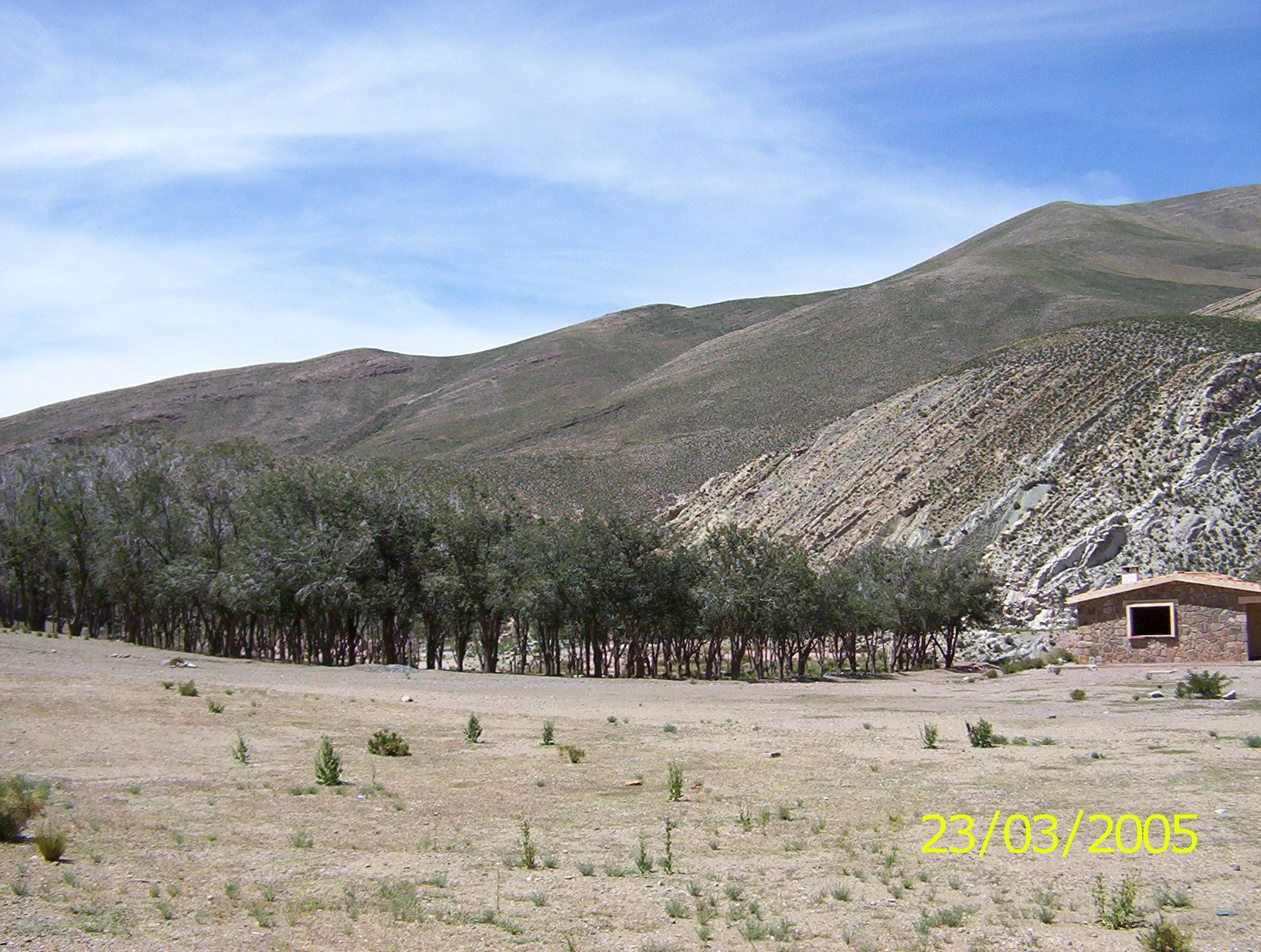
Zona desértica con bosquecito de álamos siberianos y casa abandonada.

Su hábitat natural en Perú y Bolivia son las altas mesetas y páramos andinos ("la Puna"), entre 3.500 y 4.500 m s. n. m., caracterizada por pendientes, con rocas y hierba, salpicadas de arbustos.
En Arequipa (Perú) se pueden encontrar jilgueritos a partir de los 2600 m s. n. m.
En Argentina, donde vive a una altitud comprendida entre 2.000 y 3.000 m s. n. m., es localmente abundante. En Chile se le encuentra en la alta cordillera de la zona norte, zonas de puna, cerca de arroyos, en hondonadas arbustivas y con árboles, desde 3.500 a 4.800 m s. n. m.
Para adaptarse a la relativa escasez de oxígeno del aire del Altiplano, su sangre contiene mayor número de glóbulos rojos que otros pájaros que viven en tierras bajas, lo que garantiza la oxigenación de sus tejidos.
Viven en un ambiente con mucho viento, con temperaturas máximas de + 20 y - 22 °C. Por ello, su organismo está adaptado a grandes fluctuaciones día-noche de 20 °C de temperatura. El problema de la temperatura no le resulta un inconveniente; el problema básico lo constituye la escasez del alimento y los lugares adecuados para nidificar.
Fuera de la época de cría y en determinadas épocas del año se le encuentra a menor altitud: en Perú a 2.335 m s. n. m. y en Argentina desde 750 m s. n. m. a 1.390 m s. n. m.

## Distribución geográfica
Centro del Perúen las regiones andinas de L´Ancash, hasta Puno y Arequipa (Yarabamba).
Norte de Chileen el valle de Colchagua y Santiago de Chile, también desde el desierto de Atacama, hasta la vertiente occidental de los Andes, en las regiones de Tarapacá y Antofagasta. Es común en Lauca y ocasionalmente, en la zona central desde Arica hasta Antofagasta.
Oeste de Argentinaen las regiones de Salta, Jujuy hasta la ciudad de Mendoza.
Oeste de Boliviaen La Paz, Cochabamba, Potosí, Oruro, Noroeste de Sucre; Localmente abundante en el Valle de Sorata, la Isla Sol (lago Titicaca), el Cráter Maragua y en Achura (cumbre del Coroico).
Hay dos factores principales que determinan su distribución geográfica: la orografía accidentada de la Cordillera de Los Andes, que actúa como barrera natural, y la climatología, que viene determinada por la corriente de "El Niño".

## Carácter nómada

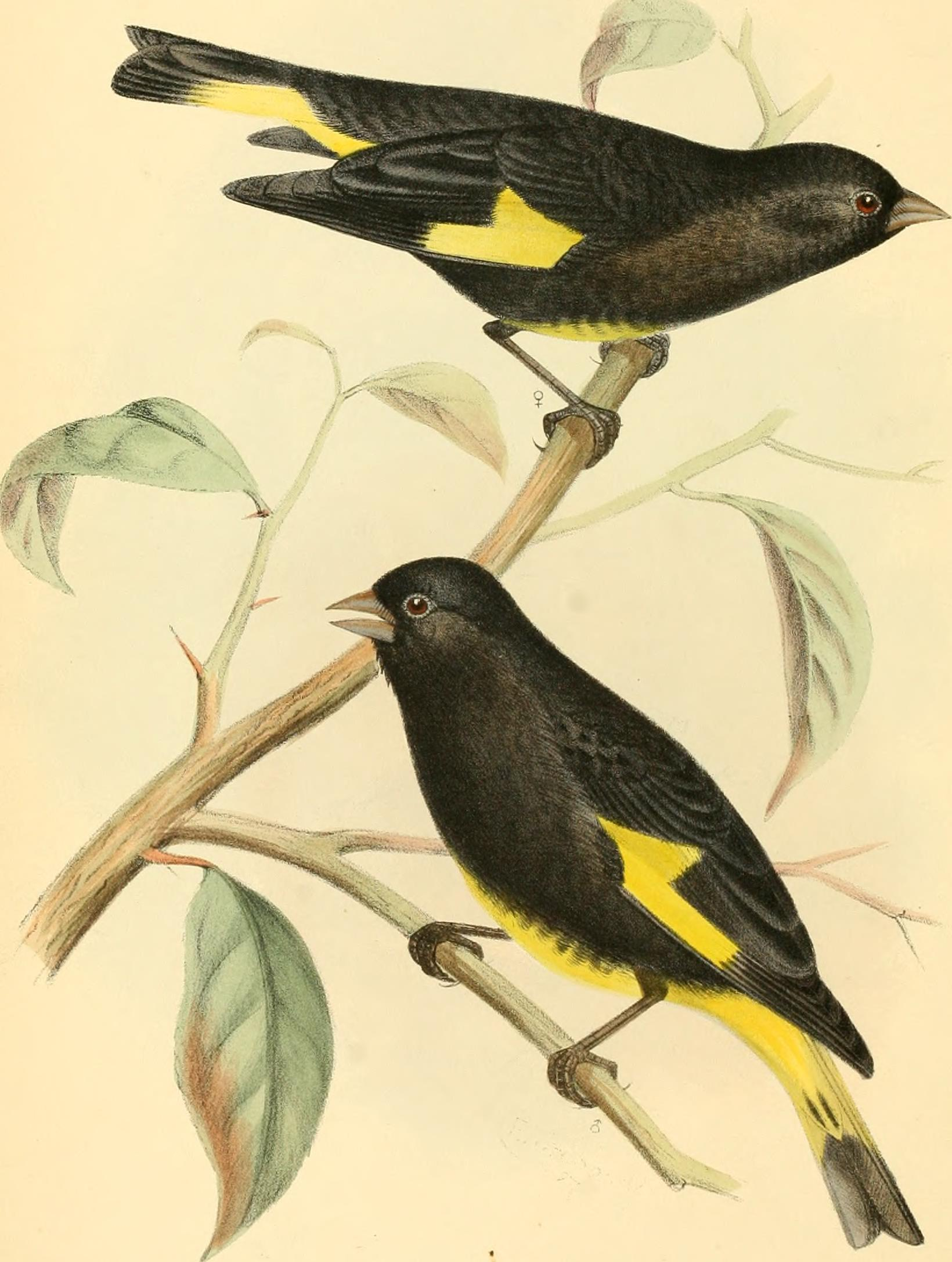
Ilustración de dos ejemplares de Carduelis atrata.

Como consecuencia de la gran diversidad de altitudes existentes en su hábitat y la variadísima climatología a que se ve sometido, se puede afirmar que es un pájaro nómada pero que mantiene poblaciones sedentarias en determinados lugares.
En Arequipa emigran en invierno, porque en esa época el clima se torna de lo más frío, con temperaturas por debajo de los cero grados centígrados. Por la Corriente de El Niño, hay grandes cambios de temperatura, días calurosos y noches frías, de 14 °C como temperatura mínima, a 8 °C, y con lluvia. En Puno, en el mes de julio, cuando se soportan unas fuertes nevadas y una bajada en la temperatura de hasta - 17 °C, es cuando los jilgueritos desaparecen. Lo más probable es que se muden a zonas menos frías, por Bolivia, parte de Argentina y Chile, porque en esta época, que el invierno es más recio y todo se cubre de nieve, no se les ve por sus lugares habituales; en unos días, al comenzar a mejorar la temperatura, ellos vuelven a aparecer.
En la época de la cosecha de la quínua, llegan a Bolivia en gran cantidad, tanto del lado peruano, como del chileno y del norte argentino, a mediados de agosto y entrando en la primavera, que empieza el 21 de septiembre. Su migración en todo este territorio es esporádica, desde el norte de Argentina hasta Bolivia, por contar con un terreno llano-altiplánico. Las bandadas se desplazan de un sector a otro, a la búsqueda de comida abundante y lugares apropiados para criar, por ello se les podría considerar nómadas. La explicación está en que en Perú, Chile, Bolivia y Argentina los climas y las  estaciones son diferentes pero no demasiado porque hay horas adelantadas; es por eso que emigran en todo este territorio. Por otro lado, en Bolivia, hay pájaros autóctonos que no emigran porque disponen de las tres zonas donde viven: el valle, el altiplano y el trópico.
En la región más austral de su hábitat (ciudad de Mendoza y en la provincia de San Juan), no son sedentarios. Llegan en el mes de noviembre a anidar y migran al norte en bandadas, en el mes de marzo. En las ciudades de Salta y Jujuy situadas en el norte argentino, sí son sedentarios.

## Posible existencia de varias razas
Según datos obtenidos por diversas fuentes, se tiene la sospecha de la existencia de varias razas, diferenciadas por rasgos morfológicos:
En C. atrata en libertad, existen diferencias, algunos son de mayor tamaño y hay unos con colores más tenues que otros y también se ven negros tintos.
El jilguerito peruano es un poquito más grande que la chayñita boliviana y tiene la cabeza ligeramente más redondeada. La chayñita tiene la cabeza aplanada y unas pequeñas pintas amarillas en las comisuras del pico (no las de todo pichón, sino, el adulto) para verlas hay que cogerlo con la mano.
En Copacabana, zona del lago Titicaca situada en el lado boliviano, se capturan los jilgueritos de mayor tamaño.
El argentino posee una longitud de patas ligeramente superior a los otros negritos.
El chileno, con una longitud de 15 cm, es el de mayor tamaño, según se indica en la página web Aves chilenas: jilguero negro. Dato que no resulta extraño al haberse comprobado, en varias ocasiones, la existencia de algún ejemplar destacable, entre las partidas de negritos de importación que llegan a España.
| Localidad   | Sexo | Ancho del pico | Largo del pico | Cuerpo    | Ancho de la cabeza | Metatarso |
| ----------- | ---- | -------------- | -------------- | --------- | ------------------ | --------- |
| Mendoza     | M    | 5-5,2          | 8-11           | 12,2-12,5 | 11-14,6            | 16,8-18   |
| Arequipa    | M    | 5-6            | 8              | 10,5-11,5 | 13-14              | 13-14     |
| Puno        | M    | 6-7            | 9-11           | 10,7-12   | 12-14              | 13-14     |
| Bolivia     | M    | 6              | 10             | 12,5      | 9                  | 18,5      |
| Chile       | M    | 7,5            | 10             | 12,7      | 13,5               | 16        |
| Importación | M    | 5,1-7          | 8-10           | 11,8-12,5 | 10-12              | 12,2-17   |
| Mendoza     | H    | --             | --             | --        | --                 | --        |
| Arequipa    | H    | 5-6            | 8              | 11        | 12-13              | 13-14     |
| Puno        | H    | 5-7            | 9-10           | 11-11,8   | 11,13              | 13-14     |
| Bolivia     | H    | 7-7,2          | 11-12          | 12,1-12,7 | 11-13              | 17-18,5   |
| Chile       | H    | --             | --             | --        | --                 | --        |
| Importación | H    | 5-7            | 8-10           | 11,8-12,4 | 10-12              | 14-17     |

Todas las medidas son en mm, menos el cuerpo que es en cm. Se tomaron de la siguiente forma:
| Parte del cuerpo | Medición                                                                              |
| ---------------- | ------------------------------------------------------------------------------------- |
| Ancho pico:      | a la altura de la comisura del pico                                                   |
| Largo pico:      | desde la punta del pico hasta la comisura del mismo                                   |
| Cuerpo           | de la punta del pico a la punta de la cola                                            |
| Ancho cabeza:    | a la altura de los ojos (de ojo a ojo)                                                |
| Tarso-metatarso: | desde la articulación tibio-metatarso hasta el inicio de la articulación de los dedos |

## Canto y notas

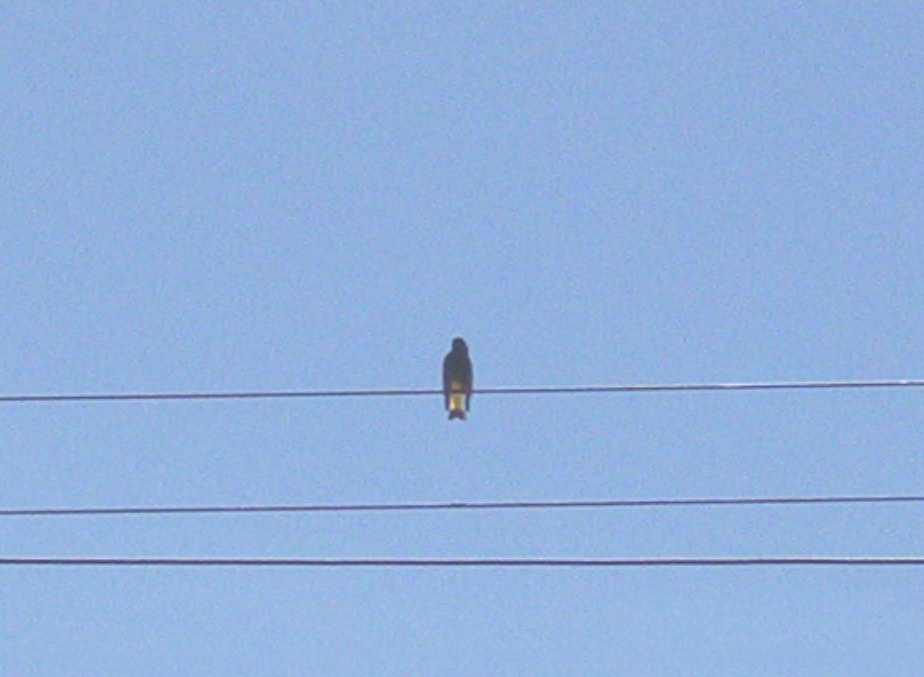
Un macho cantando y vigilando su territorio.

Es fácil verlo y escucharlo en época de celo posado en un alambre de la luz o en otro lugar bien visible. Lo más común es oír las notas de contacto que emite una bandada en vuelo “knot”-“knot”-“knot”. Posados suelen emitir una nota nasal de alarma, si se sienten descubiertos “chío” y otra que emiten normalmente cuando se desplazan “suit”-“suit”. Poseen la nota de agresividad característica, similar a la de los jilgueros europeos para echar de su lado a un rival.
En cautividad se observa un tipo de canto lento, suave y melódico de notas variadas encadenadas en una frase, y otro canto rápido, continuado y fuerte realizado con las alas bajas que emplea en el cortejo de la hembra.

## Semillas
Muestra especial predilección por determinadas plantas de semillas, de tamaño muy pequeño y nativas, como la quínua (Chenopodium quinoa Will), el zurrón boliviano (Thlaspi arvense), el llantén (Plantago major L.), el nabo silvestre (Brassica campestris), la cañigua (Chenopodium pallidicaule Aellen), la chilca mamil (Baccharis polifolia Griseb) las especies argentinas de Baccharis, la chillihua (Festuca dolichofila) y la quihuicha (Amaranthus caudatus).
La quínua o quinoa, es un grano muy importante en su dieta por el alto contenido de proteínas que contiene. La kañiwa o cañigua, germina rapidísimo y la comen con muchas ganas, es una planta que tiene como un mechón de donde se prenden para comer las semillas.
La mostacilla, semilla de nabo silvestre,  es de color negro, pequeña y redondita; al arrancar la planta de la tierra, la raíz es de la forma de un nabo alargado, de ahí su nombre. Es una planta de unos 30 cm a 40 cm, de hojas pequeñas y flores de color amarillo. Da unas pequeñas vainas en donde están las semillas en fila india. Los jilgueros las comen abriendo las vainas con el pico y no esperan a que se sequen; las comen en la mata.
La chilca mamil es una planta que comen con avidez. Prácticamente si no hay chilca es difícil que haya negrillos. Tiene un penacho blanco que ellos desarman  para sacar una semilla similar al abisín en su interior.

### Alimentación deC. atrataen su hábitat natural
Este trabajo, realizado con el examen de las semillas contenidas en el buche de 23 ejemplares capturados en Puno, es indicativo de que su alimentación está basada en la kañiwa (Chenopodium pallidicaude, Aellen) y en la mostacilla (Brassica campestris) aunque varía según la estación del año.
Puede ser de mucha importancia para los criadores debido a que pueden reemplazar estos alimentos naturales de la zona con otros del mismo valor alimenticio y de esta manera poderla mantener en cautividad sin que sufra deficiencias alimenticias.
| Tipo de alimento  | Nombre científico                | Porcentaje |
| ----------------- | -------------------------------- | ---------- |
| Kañiwa            | Chenopodium pallidicaule, Aellen | 30 %       |
| Quinoa            | Chenopodium quinoa, Will         | 5 %        |
| Mostacilla        | Brassica campestris              | 30 %       |
| Chillihua         | Festuca dolichofila              | 5 %        |
| Otras semillas    | --                               | 15 %       |
| Brotes de plantas | --                               | 5 %        |
| Insectos          | --                               | 10 %       |

## Nidificación

### Época
Inmediatamente después del periodo de las lluvias, con el florecimiento de las plantas compuestas, se inicia la reproducción.
En Puno (Perú) viven con varios grados centígrados bajo cero, temperatura a la que ellos están acostumbrados. En primavera, sube un poco y al aumentar las horas de luz solar es cuando comienzan a entrar en celo y a criar hasta fines del verano.
En el norte de Perú se le puede encontrar anidando en los bosques de Polilepis, una planta de la familia de las Rosáceas de 8 a 10 m de altura, conocida como quenoas por los peruanos, a una altitud entre 4.000-4.500 m s. n. m. Durante el día, la temperatura alcanza los 38 °C y por la noche varios grados bajo cero; la humedad del ambiente es desértica, menos del 30 %.
En la ciudad de Mendoza (Argentina) las bandadas llegan para el mes de noviembre a reproducirse y emigran de regreso al Norte con la pichonada en los meses de marzo a abril.
Anidan colonialmente, cada pareja ocupa su pequeño territorio cercano. Las temperaturas que se soportan en la época de cría son máximas de 17 °C al mediodía, por lo que las crías deben estar protegidas del frío.
En La Serena (Chile) llegan en primavera, pero aproximadamente a 3.500 m s. n. m., se reproducen una vez, y luego vuelven hacia el Norte. A principios de otoño, fines de marzo, algunos campesinos los ven en los cerros con más arbustos.

### Lugar anidación
Eligen tanto los árboles (pinos, olmos siberianos) como las casas abandonadas.
Buscan los agujeros y grietas que hay en las "Quebradas" o bien eligen un lugar a gran altura en el techo de las cavernas.
El nido está situado a alturas muy dispares. Su construcción es muy esmerada, especialmente en cuanto respecta al revestimiento interno, el cual es entretejido con pelusas vegetales.

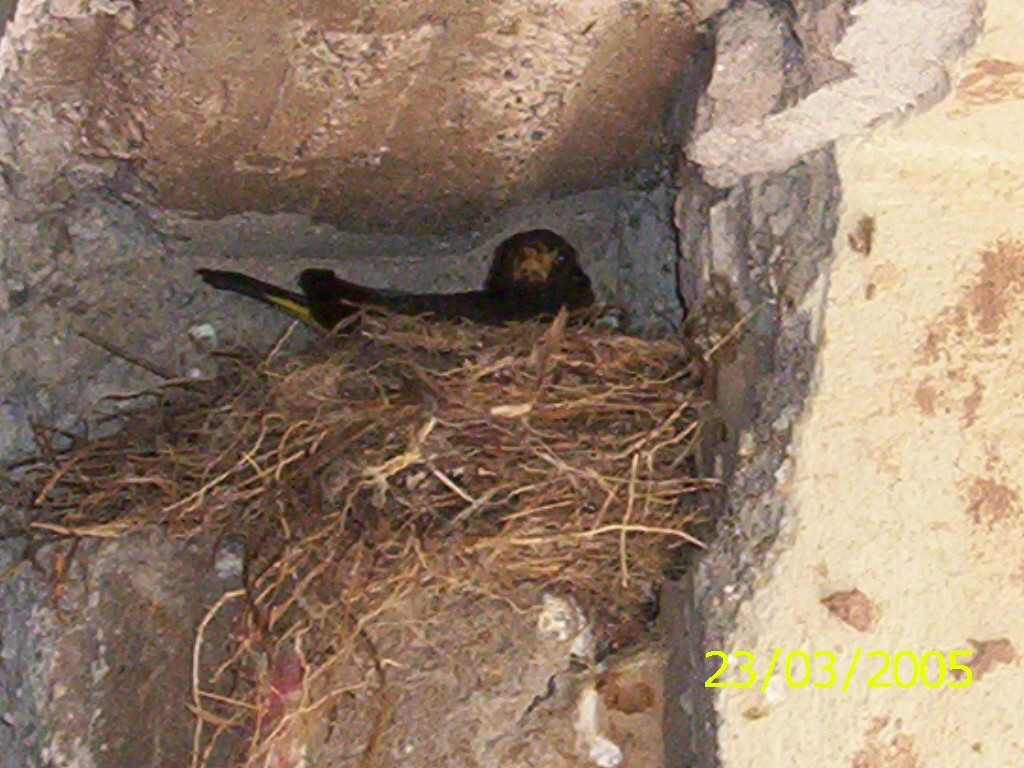
Hembra incubando al lado de una ventana.
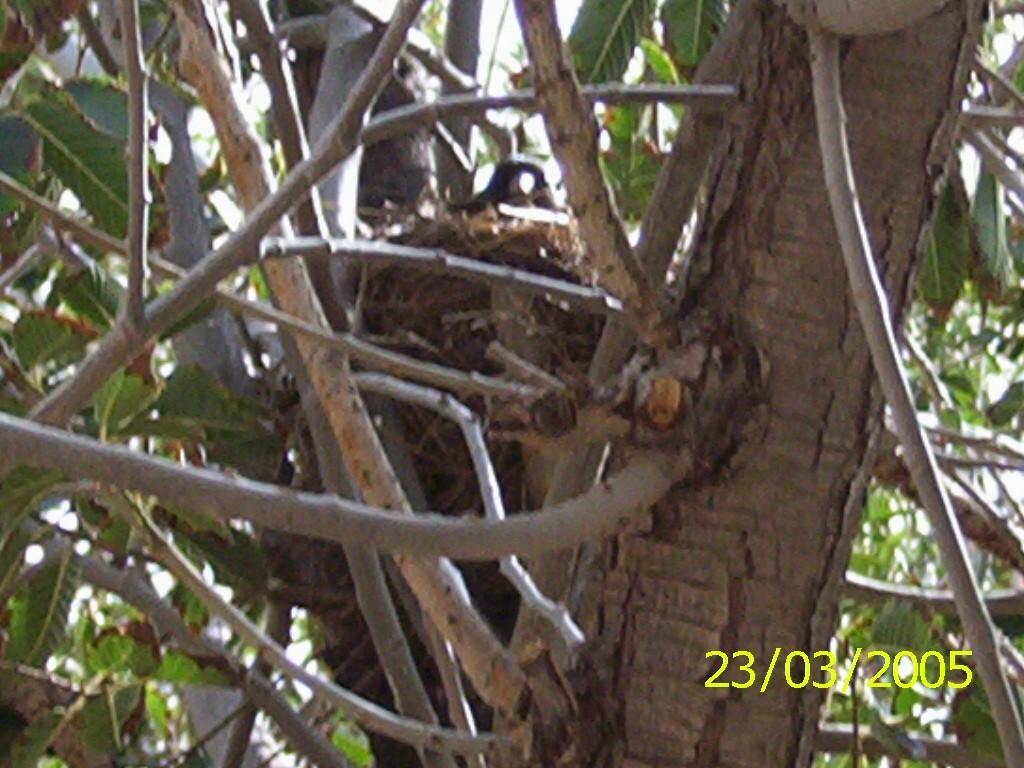
Hembra vigilando mientras calienta sus polluelos.

### Puesta, incubación y cría
Se compone de tres huevos, en ocasiones cuatro.
Los polluelos nacen después de dos semanas de incubación y abandonan el nido entre los 16 y 18 días. Los alimentan con semillas inmaduras.
Normalmente, a menos que las condiciones ambientales coincidan favorablemente con la abundancia de alimentos, no tiene lugar una segunda nidada durante el año.

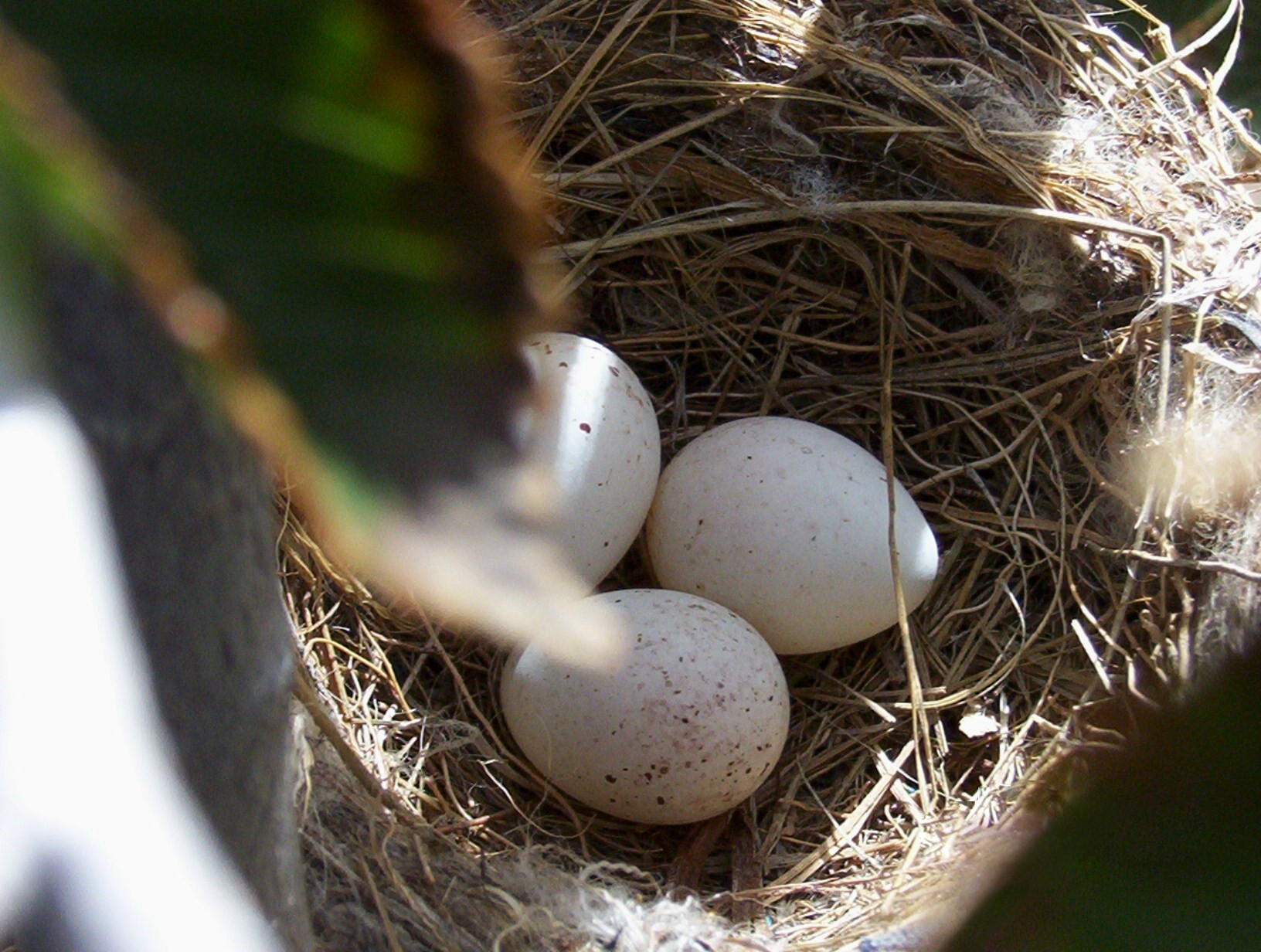
Tres huevos expuestos al sol porque el ambiente exterior es frío.
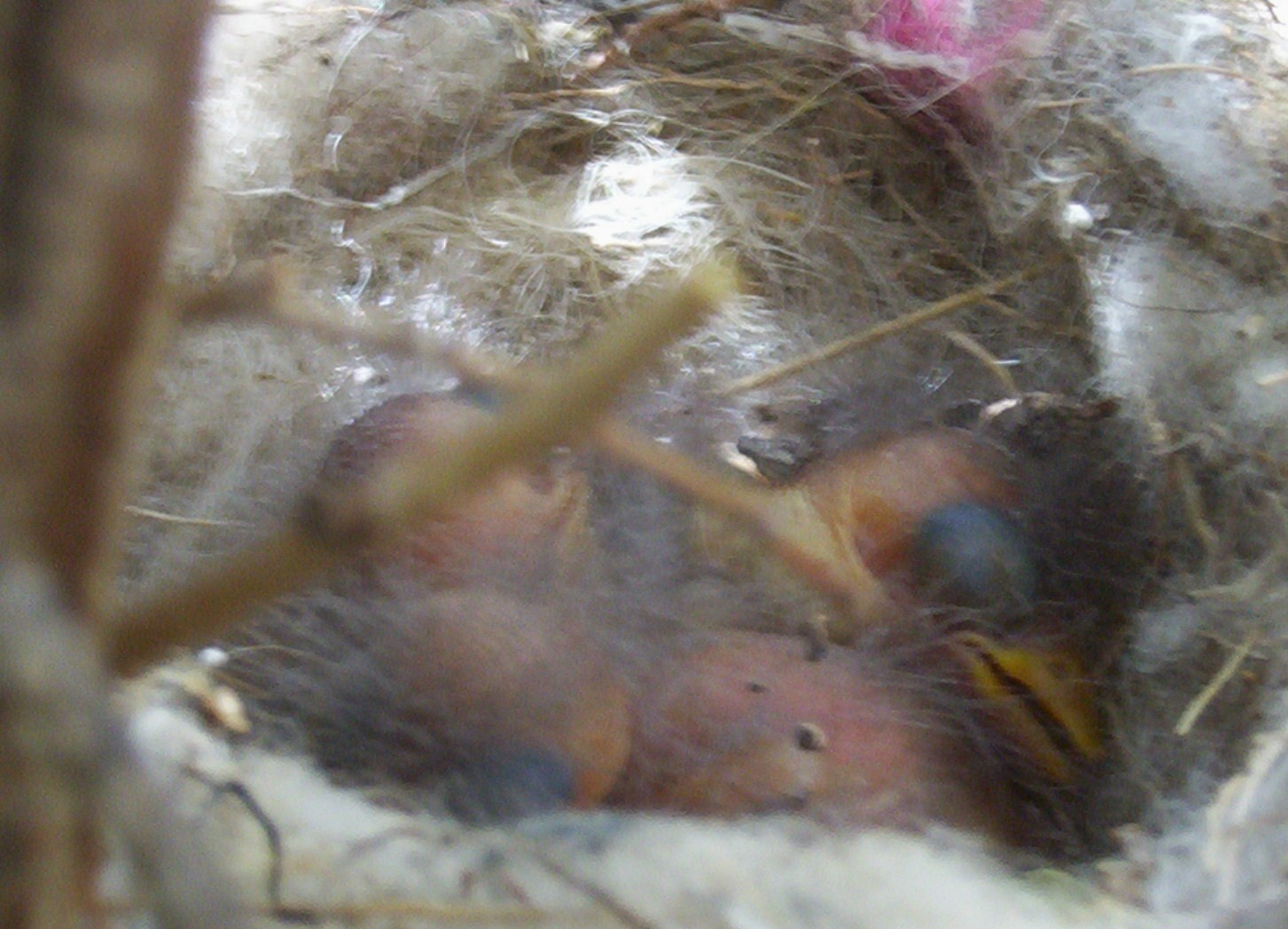
Aún tienen los ojos cerrados; descansan con el buche lleno a que vuelva su madre.
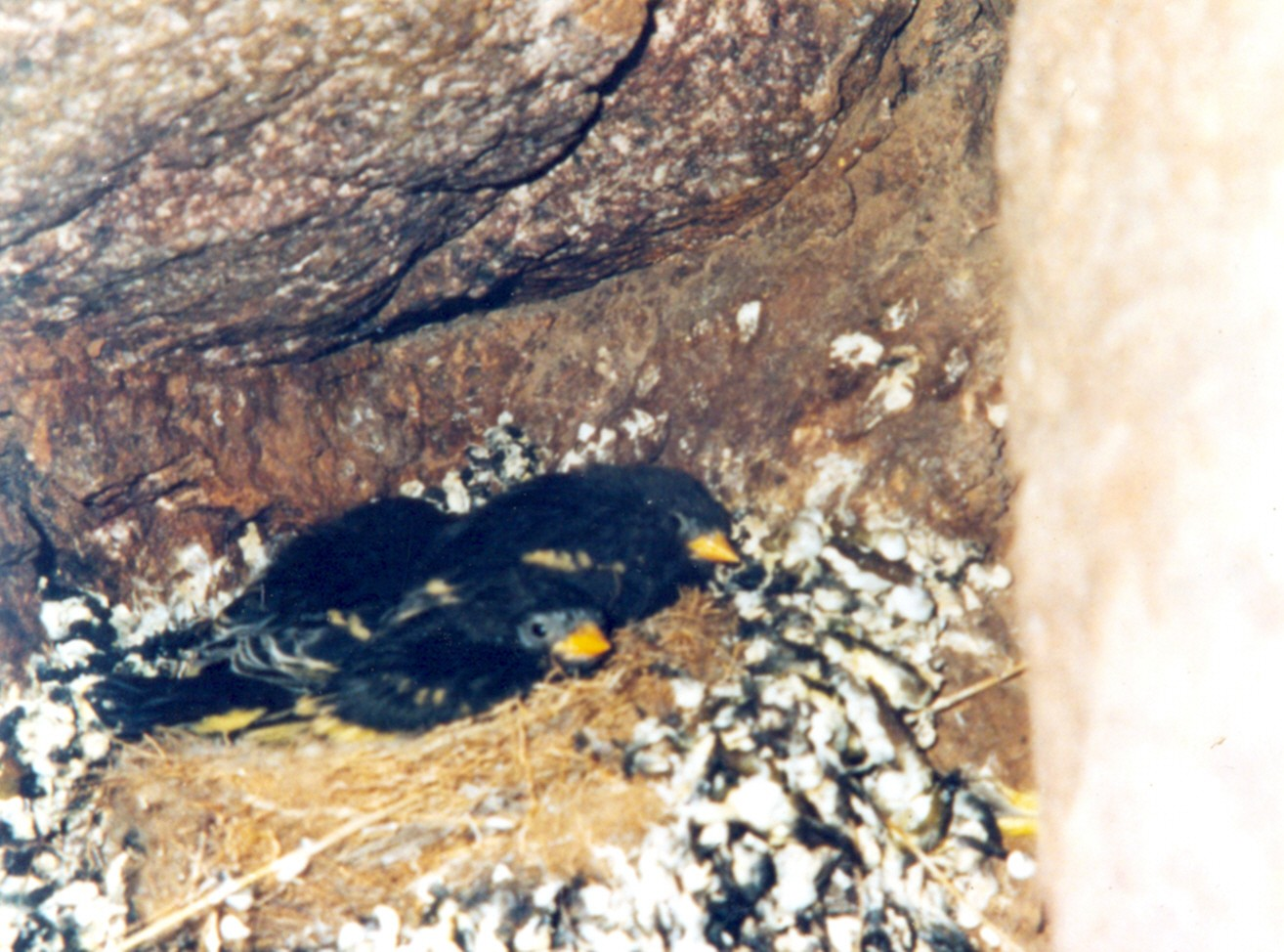
Cría exitosa de cuatro polluelos a punto de saltar del nido.
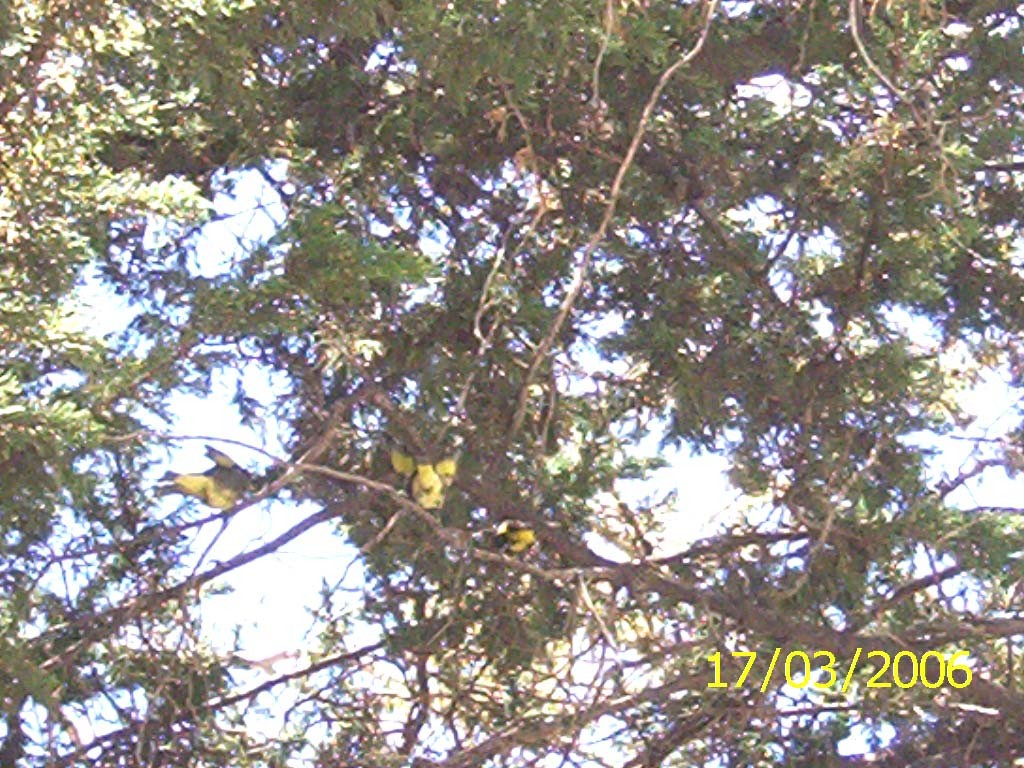
Dos crías agitan sus alitas para solicitar alimento a su padre.